# Republika Armenija (1918. – 1920.)
Prva Republika Armenija ili službeno Armenska Republika (arm. Հայաստանի Հանրապետութիւն) bila je prva moderna armenska republika. Ova država osnovana je u području Istočne Armenije u Carskoj Rusiji nakon revolucije 1917. godine.  Vođe ove države bili su članovi Armenske Revolucionarne Federacije i drugih armenskih stranaka koji su pomogli u stvaranju nove države. U vrijeme kad je bila osnovana ova država graničila je s Demokratskom Republikom Gruzijom na sjeveru, Osmanskim Carstvom na zapadu, Perzijskim Carstvom na jugu i Azerbajdžanskom Demokratskom Republikom na istoku.
Od samog trenutka stvaranja ova država je bila suočena s brojnim tuzemnim i inozemnim problemima. Veliki dio stanovništva činile su armenske izbjeglice koje su pobjegle od masakra koji se dogodio tijekom armenskog genocida u Zapadnoj Armeniji, dijelu Osmanskog Carstva.

## Povijest

### Povijesna pozadina
Ruska ofenziva na Kavkazu u prvom svjetskom ratu i osvajanje i stvaranje administrativne vlasti, stvorile su nadu među Armencima o oslobađanju Zapadne Armenije od tadašnje turske vlasti. Ruske snage između kojih su se nalazile i brojne armenske postrojbe kontunuirano su napredovale na kavkaskom frontu i došle čak do grada Erzeruma 1916. godine. Napredovanje ruske vojske nastavljeno je čak i nakon pada cara Nikole II. u veljači 1917. godine.
U ožujku te godine u Rusiji, nakon Romanovih, na vlast dolazi prijelazna vlada koja je smijenila carsku upravu na Kavkazu i osnovala peteročlani Posebni Zakavkaski Odbor, poznat po kratici „Ozakom“. U ovom odredu koji je osnovan kako bi ublažio posljedice bivšeg režima bio je i armenski demokrat Mihael Papadjanian. Ovaj odbor trebao je postaviti vrhovnog nadzornika u Zapadnoj Armeniji koja je trebala biti podijeljena na pet upravnih područja: Trebizond, Erzerum, Bitlis i Van. Ovim je ruska vlast napravila velike ustupke Armencima, koji bi praktički bili na vlasti u Zapadnoj Armeniji pod ruskom kontrolom.
Ovi planovi su propali u listopadu 1917., kad boljševici oduzimaju vlast prijelaznoj vlasti i najavljuju povlačenje sa zapadne i kavkaske fronte. Gruzijci, Armenci i muslimani na Kavkazu nisu tada priznali boljševističku vlast.

### Proglašenje nezavisnosti
Nakon rusko-turskog primirja, prestali su ratni sukobi između Rusije i Osmanskog Carstva. U tom trenutku armenski su političari još vjerovali da će antiboljševičke snage u Rusiji pobijediti u građanskom ratu, te su snažno odbijali bilo kakvo odcjepljenje od Rusije. Na kraju su u veljači 1918., Armenci, Gruzijci i kavkaski muslimani nevoljno udruženi u Zakavkasku Demokratsku Federativnu Republiku, iako su još postojali sukobi između ovih etničkih skupina.
Sporazumom u Brest-Litovsku, Turci su ponovno dobili Zapadnu Armeniju, te im je dozvoljeno i zauzimanje Batuma i rusko-armenskih pokrajina Kars i Ardahan. Ubrzo nakon sporazuma, turske su snage napale demilitarizirana armenska područja. U ovom razdoblju u kojem su Turci napredovali sve dublje u armenski teritorij, vodile su se žestoke bitke. Na kraju je Zakavkaska Federacija propala, nakon što je Gruzija svibnju 1918. proglasila nezavisnost, te dobila zaštitu od Njemačke. Idući dan je i Muslimansko Narodno Vijeće u Tiflisu proglasilo Azerbajdžansku Demokratsku Republiku.
Budući da su ih napustili njihovi regionalni saveznici, Armensko Narodno Vijeće u Tiflisu bilo je i samo prisiljeno na proglašenje nezavisnosti 28. svibnja 1918. godine. Armenski intelektualci i političari tada su krenuli u Erevan na preuzimanje vlasti. U međuvremenu su turske snage zauzele Aleksandropol i krenule u potpunosti slomiti armenski otpor čije je središte bilo u Erevanu. Armenske su snage ipak donekle uspjele oduprijeti se turskim napadima čime su spriječile apsolutan armenski poraz. Na kraju je Osmansko Carstvo osvojilo golema područja Armenije, čime je nova država bila svedena na samo 4.400 km²
Nakon proglašenja nezavisnosti, odlučeno je da će Armenijom vladati prijelazna vlada sastavljena od koalicije stranaka. Prvi premijer Armenije bio je Hovhannes Kačaznuni. Ubrzo su osnovani prvi elementi državne strukture, kao što su ministarstva, pravosuđe, školstvo i sl. Prvi nacionalni izbori održani su 1919. godine. Provođenje zakona bilo je otežano među mjestima s drugim etničkim skupinama. DR Armenija je tada upravljala većim dijelom područja današnje Armenije, te današnjim turskim pokrajinama Kars i Igdır, te okruzima Çıldır i Göle u Ardahanu. Nahčivan, Gorski Karabah, Zangezur (današnja armenska pokrajina Syunik) i Kazah su bila sporna područja oko kojih je vođen sukob s Azerbajdžanom. Područje Oltu kojim je nakratko upravljala Gruzija je također prisvajala DR Armenija, kao i većinsko armenski Lori. Područja južno od Erevana također je bilo teško kontrolirati, jer su bila naseljena muslimanskim stanovništvom koje nije priznavala armensku vlast.

### Ratni sukobi i ulazak u SSSR
Demokratska Republika Armenija vodila je rat oko teritorija sa susjednom Demokratskom Republikom Gruzijom, te znatno veći sukob s Azerbajdžanskom Demokratskom Republikom koja je prisvajala veći dio teritorija tadašnje Armenije. Za vrijeme trajanja ovog sukoba osnovana je i nova Jugozapadna Kavkaska Republika u Karsu koja je prisvajala teritorij Karsa, Batuma, djelomično Erevana i nekih okruga u pokrajini Tiflis. Ova država prestala je postojati u travnju 1919., nakon štu ju je britanski visoki izaslanik Somerset Arthur Gough-Calthorpe ukinuo i pripojio Armeniji.
U kolovozu 1920. potpisan je sporazum u Sèvresu između savezničkih snaga i Osmanskog Carstva kojim je Armenija priznata kao slobodna i nezavisna država. Granice države su bile određene prema armenskim interesima. Iako je osmanska vlada prihvatila sporazum, njega nikad nije potpisao sultan Mehmed VI., te prema tome nikad nije stupio na snagu. U ovo vrijeme jača Turski narodni pokret koji Armeniju smatra neprijateljem.
Turski revolucionari smatrali su da su Turci koji žive unutar DR Armenije zlostavljani od strane armenske vlasti. Dana 20. rujna 1920. turski general Kazım Karabekir napada armenske granice koje je odredio američki predsjednik Wilson. Armenija nakon nekoliko dana objavljuje rat Turskoj, čime počinje tursko-armenski rat. Za vrijeme ratnog sukoba Mustafa Kemal Atatürk šalje delegacije u Moskvu u potrazi za savezništvom. Rat završava u studenom, a mirovni sporazum u Aleksandropolu zaključen je u prosincu 1920. godine. Ovim sporazumom Armenija se odrekla granica dobivenim sporazumom u Sèvresu.
Armenija prihvaća komunističku vlast, te dana 29. studenog 1920., Crvena armija dolazi u državu. Konačan prijenos vlast održan je 2. prosinca u Erevanu. Sovjetske snage obvezale su se štititi Armeniju od turske vojske.
Dana 5. prosinca u Armeniju stiže i Armenski revolucionarni odbor kojeg su većinom sačinjavali Armenci iz Azerbajdžana. Ono što je ostalo od teritorija Armenije dolazi pod komunističku vlast, dok Turska zadržava osvojena područja, što je službeno postalo kasnije potpisanim Karskim dogovorom. Ubrzo je proglašena Armenska Sovjetska Socijalistička Republika pod vodstvom Aleksandra Mjasnikjana. To je država uključena u Zakavkasku Socijalističku Federativnu Sovjetsku Republiku.

## Zemljopis
Demokratska Republika Armenija sastojala se od sljedećih dijelova Carske Rusije koji su skupno znani i kao Istočna Armenija.
| Okruzi                    | Dijelovi                                  |                     |
| Erivanska gubernija       | Erivanska gubernija                       | Erivanska gubernija |
| ------------------------- | ----------------------------------------- | ------------------- |
| Sve                       | Sve                                       |                     |
| Karska oblast             |                                           |                     |
| Kars                      | Sve                                       |                     |
| Kagzvan                   | Sve                                       |                     |
| Olti                      | Veći dio                                  |                     |
| Ardahan                   | Veći dio                                  |                     |
| Jelizavetpolska gubernija |                                           |                     |
| Zangezur                  | Sve                                       |                     |
| Kazah                     | planinski dijelovi (Ijevanskog podokruga) |                     |
| Tifliska gubernija        |                                           |                     |
| Borchalu                  | pola (Loriskog podokruga)                 |                     |

## Stanovništvo
Prije Prvog svjetskog rata u ovom području je živjelo oko 2.800.000 Armenaca, od kojih 1.500.000 u Osmanskom Carstvu, a ostatak u Carskoj Rusiji. Novoosnovana armenska država imala je velikih problema s izbjeglicama koje su bježale pred turskim napadima. DR Armenija imala je preko 300.000 izbjeglica na svom teritoriju. Ukupno je država imala oko 2.000.000 stanovnika od kojih su Armenci činili većinu od 1.650.000 stanovnika. Ostatak od 350.000 do 400.000 činili su pripadnici drugih etničkih skupina.
Godine 1921., broj Armenaca bio je 1.200.000 u Armeniji, 400.000 u Gruziji, 340.000 u Azerbajdžanu, što je zajedno s drugim područjima na Kavkazu činilo ukupan broj od 2.195.000 pripadnika armenske etničke skupine.